# Židovská obec v Mnichově Hradišti
Židé v Mnichově Hradišti žili již od 16.–17. století. Většina Židů byla vyhlazena v roce 1943, kdy byla transportována do Osvětimi. Mezi významné židovské památky ve městě patřil již neexistující židovský hřbitov, na jeho místě se dnes (k roku 2024) nachází upomínkové místo.

## Dějiny Židů v Mnichově Hradišti
První písemná zmínka o Židech ve městě pochází z roku 1557. Do roku 1600 šlo zřejmě o méně než 10 lidí. V letech 1724 a 1733 jsou zmíněny tři židovské rodiny. 
Původně nebyli Židé odděleni od ostatních obyvatel ghettem, ale žili roztroušeně po celém městě. V roce 1692 si v bytě Benjamina Wolfa, který žil na náměstí, zřídili modlitebnu. Koncem 17. století se však začali stahovat do ghetta. Ghetto se nacházelo v dnešní Havlíčkově ulici. Každý večer ghetto uzavírali řetězy. 
Židé si postavili synagogu, dnes se již neví kde stála. Novou synagogu si vybudovali v 18. století.
Mezi Židy z Mnichova Hradiště se řadilo i několik významných osobností. Mezi ně patří německy píšící spisovatel Leopold Kompert, autor knih Z ghetta a Čeští Židé. 
V roce 1852 vznikla Kompertova továrna na výrobu obuvi. Továrna zaměstnávala i 300 lidí.
Počet Židů ve městě se však snižoval, v roce 1837 ve městě žilo 177 Židů, před 1. světovou válkou již pouze 68. V roce 1890 zanikla náboženská obec a správa hřbitova, který byl založen v 17. nebo 18. století, přešla na Židy z Mladé Boleslavi. 
Za 2. světové války byla práva Židů omezena. Židé byli umístěni na Mladoboleslavský hrad. Od 1. července 1940 se ve městě nacházela pouze Olga Poláčková, která byla umístěna v chorobinci.
V Mladé Boleslavi Židé pracovali až do roku 1942. 16. ledna 1943 byla většina z nich transportována do Terezína a odtamtud do Osvětimi, kde byli zabiti.

## Židovský hřbitov
Židovský hřbitov byl v Mnichově Hradišti založen v 17. nebo 18. století. Poslední pohřeb se uskutečnil v roce 1941. 
V 80. letech 20. století byl hřbitov zrušen a hrobnický domek, který se na něm nacházel, zrušen. Na hroby byla navezena hlína a dnes (k roku 2024) nachází na místě hřbitova nachází upomínkové místo.